# Радойново
Радойново (болг. Радойново) — село в Болгарии. Находится в Бургасской области, входит в общину Средец. Население составляет 50 человек (2022).

## Политическая ситуация
Радойново подчиняется непосредственно общине и не имеет своего кмета.
Кмет (мэр) общины Средец — Тодор Пройков Станчев (Болгарская социалистическая партия (БСП)) по результатам выборов в правление общины.